# Theodore Welton
Pour les articles homonymes, voir Welton.
Theodore « Ted » Allen Welton (né le 4 juillet 1918 à Saratoga Springs, New York, décédé le 14 novembre 2010 à Pleasant Hill, Tennessee) est un physicien théoricien américain.

## Biographie[1]
Après des études au Massachusetts Institute of Technology où il obtient son BS en 1939 Welton a obtenu son PhD à l'Université de l'Illinois en 1944.
Pendant la Seconde Guerre mondiale, il a travaillé dans le projet Manhattan, dans le groupe de théoriciens T4 dirigé par Richard Feynman au Laboratoire national de Los Alamos.
Après la guerre, il a rejoint Victor Weisskopf au Massachusetts Institute of Technology et à l'Université de Pennsylvanie.
Â partir de 1950 il travaille à l'Oak Ridge National Laboratory où, à son initiative, un lien est créé avec le département de physique de l'université du Tennessee.
Ses travaux portent sur l'électrodynamique quantique la mécanique quantique stochastique (théorie de la réponse linéaire). En 1951, il a prouvé avec Herbert Callen le théorème de fluctuation-dissipation.

## Récompenses
- membre de la Société américaine de physique en 1953.
- Prix Humboldt de physique de la Fondation Alexander von Humboldt[5] en 1980.